# Маловец (комуна)
Маловец (рум. Malovăț) — комуна у повіті Мехедінць в Румунії. До складу комуни входять такі села (дані про населення за 2002 рік):
- 23 Аугуст (385 осіб)
- Бирда (403 особи)
- Бобайца (437 осіб)
- Колібаші (365 осіб)
- Лазу (143 особи)
- Маловец (1021 особа)
- Негрешть (251 особа)

Комуна розташована на відстані 268 км на захід від Бухареста, 9 км на північний схід від Дробета-Турну-Северина, 95 км на північний захід від Крайови.

## Населення
За даними перепису населення 2002 року у комуні проживали 3005 осіб.
Національний склад населення комуни:
| Національність | Кількість осіб | Відсоток |
| -------------- | -------------- | -------- |
| румуни         | 2983           | 99,3%    |
| цигани         | 20             | 0,7%     |
| угорці         | 1              | < 0,1%   |
| українці       | 1              | < 0,1%   |

Рідною мовою назвали:
| Мова      | Кількість осіб | Відсоток |
| --------- | -------------- | -------- |
| румунська | 2985           | 99,3%    |
| циганська | 20             | 0,7%     |

Склад населення комуни за віросповіданням:
| Релігія       | Кількість осіб | Відсоток |
| ------------- | -------------- | -------- |
| православні   | 3000           | 99,8%    |
| римо-католики | 3              | 0,1%     |
| п'ятдесятники | 1              | < 0,1%   |
| лютерани      | 1              | < 0,1%   |